# Anthias anthias
Anthias anthias är en fiskart som först beskrevs av Carl von Linné 1758.  Anthias anthias ingår i släktet Anthias och familjen havsabborrfiskar. Inga underarter finns listade i Catalogue of Life.

## Bildgalleri

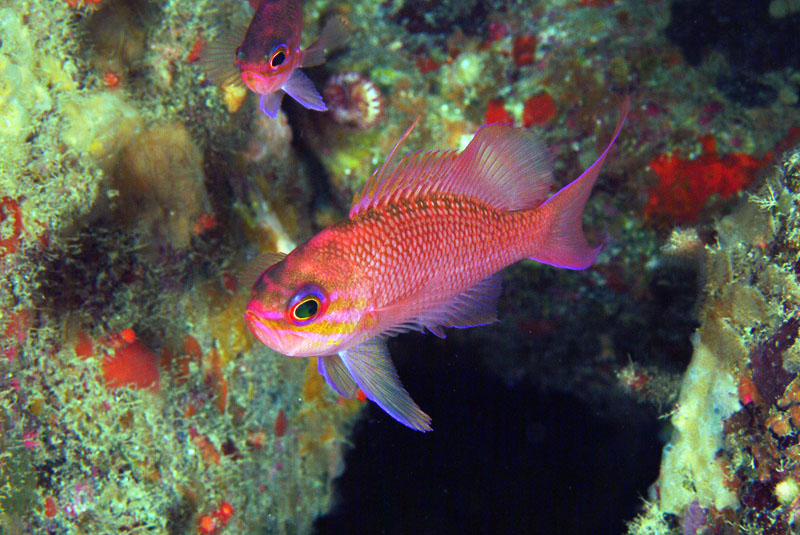
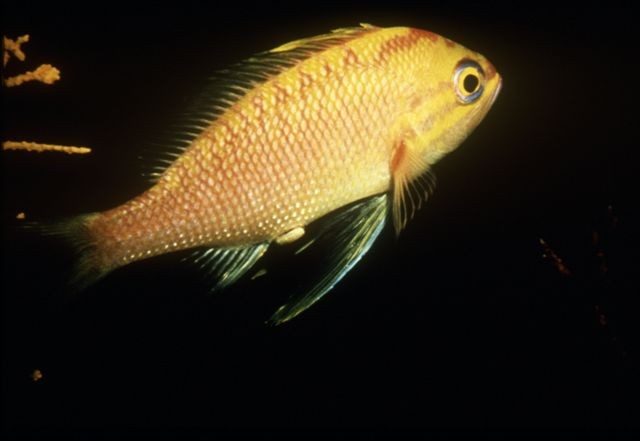
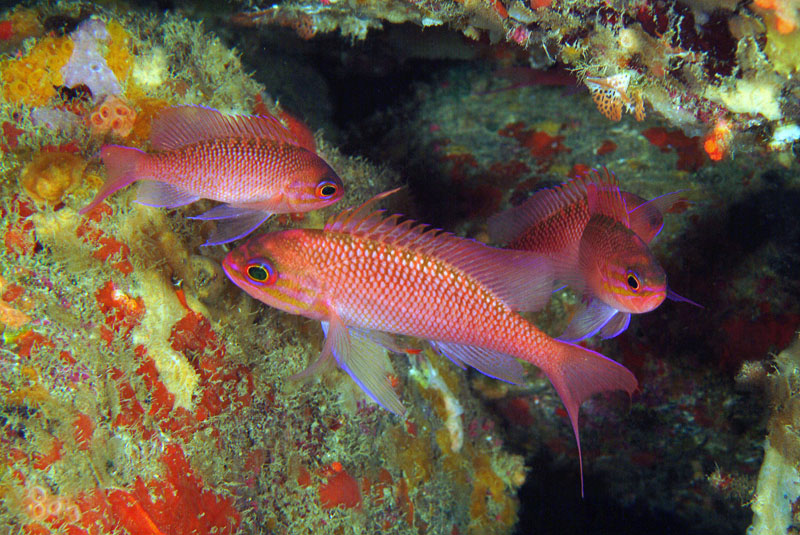
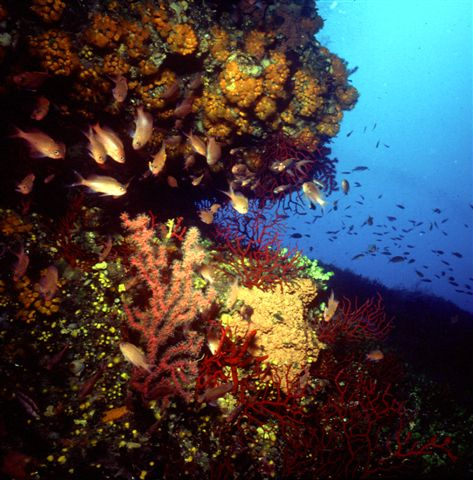
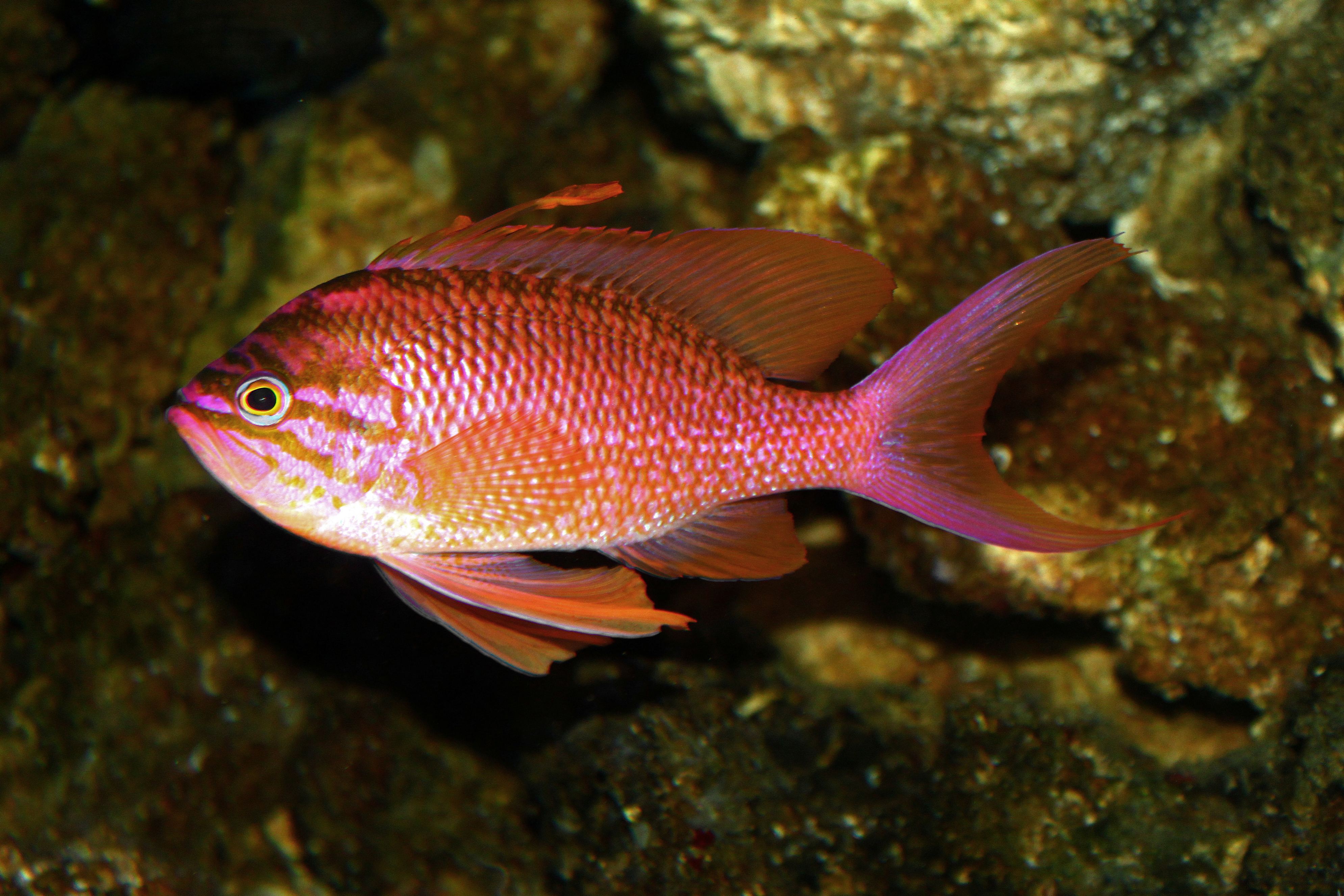
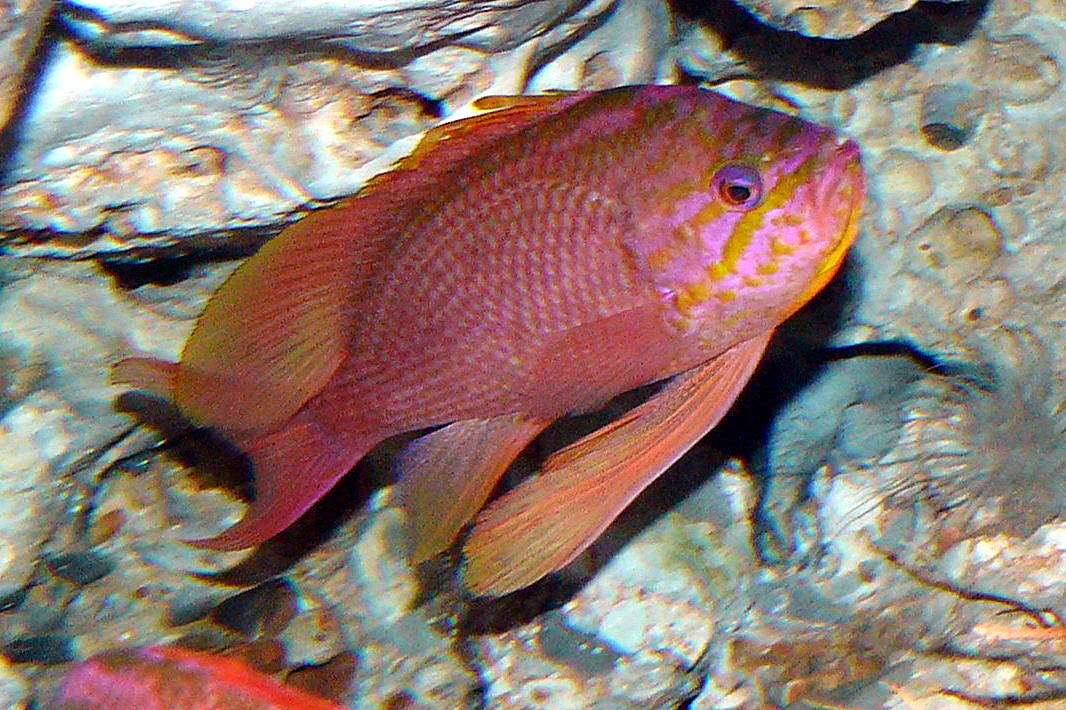